# 箸箱
箸箱(はしばこ)とは、箸を収納する容器。

## 種類
携帯・保管用の箸箱
箸箱は一般的には弁当などを食べるときのために弁当箱とともに持参する携帯用のものを指す。蓋はたいてい長手方向にスライドさせて開け閉めする（倹飩）。箸箱と箸が組み合わせて売られていることもある。携帯時には、袋に入れたり布でくるんで持ち運ぶ。弁当箱と一体となった箸箱もある。
家庭用の箸箱
携帯・保管用の箸箱と同様に一膳ごとに収納する物のほか、多人数の箸を収納する大型のものも用いられる。持ち運びについては余り考慮されていない。
飲食店の箸箱
そば屋などで用いられる大型で数十膳の割り箸が入っている塗物製の箸箱もある。爪楊枝が加わることもある。